# Johann VI. (Mecklenburg)
Johann VI., Herzog zu Mecklenburg (* 1439; † 1474) war Herzog zu Mecklenburg.

## Leben
Johann wurde als zweiter Sohn des mecklenburgischen Herzogs Heinrich IV. und Dorothea, der Tochter des brandenburgischen Markgrafen Friedrich I. geboren.
Seine erste urkundlich erwähnte Amtshandlung (zusammen mit dem Vater) erfolgte 1451. Im Jahre 1464 wurde er mit seinem Bruder Albrecht gemeinschaftlich mit mehreren Ämtern apanagiert und nahm nicht mehr an der aktiven Regierung teil.
Eine vertraglich im Jahr 1472 für das Jahr 1474 verabredete Ehe mit Sophie, der Tochter Erichs II., Herzog von Pommern, kam wegen seines Todes nicht mehr zustande. Letztmals urkundlich erwähnt wurde Johann am 20. Mai 1474.
Bei einer Reise nach Franken zu seinem Onkel, Kurfürst Albrecht Achilles, bekam er in Kulmbach die Pest und wurde wahrscheinlich im St. Klaren Kloster (vermutlich Kloster Hof) im Vogtland beerdigt: Nach diesem hat Hertzog Johans zu Meklenburg ihm vorgenommen, seiner Fraw Mutter brudern Kurfürst Albrechten, Marckgraffen zu Brandenburg, in Franckenland zu besuchen; wie er aber in der Stadt Kulmbach angelangt, ist er daselbst mit der Pest befallen, daran im 35. Jahr seines alters gestorben, und ist hernach zum Hoff im Voigtland in S. Klaren Kloster begraben worden.